# Alan Trammell
Alan Stuart Trammell (* 21. Februar 1958 in Garden Grove, Kalifornien) ist ein ehemaliger US-amerikanischer Baseballspieler und -trainer in der Major League Baseball (MLB).
In den Jahren 1977 bis 1996 spielte er als Shortstop bei den Detroit Tigers. Trammell, Spitzname „Tram“, hatte eine erfolgreiche Spielerkarriere bei den Tigers. Höhepunkte hierbei waren der Gewinn der World Series im Jahre 1984 und der Divisiontitel in der American-League-East im Jahre 1987. Besondere Stärken von Trammell waren seine gute Reichweite und Stärken beim Double Play, die vor allem auf die ungewöhnlich hohe Genauigkeit seiner Würfe zurückzuführen waren.
Nach dem Ende seiner aktiven Karriere 2003 blieb Trammell den Tigers noch bis zum Jahre 2005 als Team-Manager erhalten. Momentan ist Alan Trammell bench coach bei den Arizona Diamondbacks. 2018 wurde er in die Baseball Hall of Fame aufgenommen.

## Spielerkarriere

### Die frühen Jahre
Trammells Karriere begann beim Farmteam der Tigers in Montgomery, wo er in der Southern League zum Einsatz kam. Dort bestritt er auch das erste Spiel gemeinsam mit Lou Whitaker, der über viele Jahre Teamkollege von Trammell bleiben sollte. Beide gemeinsam feierten ihr Debüt in der MLB am 9. September 1977 im Fenway Park. Dies war der Beginn der ersten von insgesamt neunzehn Spielzeiten, in denen Trammell und Whitaker dasselbe Jersey trugen.
Im Jahre 1980 wurde Trammell, dank seiner Defensivleistungen und einem Batting Average von .300, erstmals zum All-Star-Game gerufen. Die Ehre, für die Allstars der American League zu spielen sollte ihm noch fünf weitere Male zuteilwerden. Seinen endgültigen Durchbruch feierte Trammell dann in der Saison 1984, wo er mit einem batting average von .314, 14 Home Runs, 66 Runs Batted In und 30 gestohlenen Bases, zu den überragenden Spielern der Saison zählte. Folgerichtig gewann er den MLB Comeback Player of the Year Award.
Trammell und Whitaker traten während der Saison 1983 zudem als Gaststars in der Fernsehserie Magnum, p.i. an der Seite von Tom Selleck auf. Selleck, der in Detroit geboren ist, spielte den Protagonisten der Serie als bekennenden Tigers-Fan.

### Die Saison 1984
Trammell und seine Teamkollegen lieferten im Jahre 1984 eine Traumsaison ab, die mit dem Sieg der World Series gekrönt wurde. Obwohl Trammell über die komplette Saison unter einer Sehnenscheidenentzündung in der Schulter litt und 43 Spiele der regular season verpasste, landete er auf Platz fünf bei den "batting average" und wurde achter in der Statistik der "on base percentage". In der Serie um den Titel der American League gegen die Kansas City Royals erreichte Trammell einen "batting average" von .364 und erzielte einen Homerun und drei "runs batted in". In der World Series gegen die San Diego Padres gelangen ihm zwei Homeruns in Spiel 4, mit denen er quasi im Alleingang die Partie entschied. Neun seiner 20 at bats in der World Series waren on base. Detroit gewann die Serie mit 4–1 und Trammell wurde zum World Series MVP gewählt.

### Ruhmesjahre 1985 bis 1988
Nach zwei erfolgreichen Jahren wurde Trammell 1985 von einigen Verletzungen gehemmt und kam über einen "batting average" von .258 nicht hinaus. Nach der Saison musste er sich am linken Knie und an der rechten Schulter operieren lassen. Die darauf folgende Saison kam er allerdings sehr erfolgreich zurück und schaffte es sowohl 20 Homeruns, als auch 20 gestohlene Bases in einer Saison zu erzielen. Zudem stellte er mit 75 RBI einen neuen persönlichen Rekord auf.
1987 konnte Trammell sich dann erneut extrem Verbessern und erreichte im September einen überragenden Schlagdurchschnitt von .416, inklusive sechs Homeruns und 17 RBI. Damit hatte er großen Anteil am Titel in der American League East, den die Tigers erringen konnten. Sein Saisonergebnis von 200 Hits und 100 RBI in einer Saison war die beste Leistung eines Tigers Spielers seit dem Erfolg von Al Kaline im Jahre 1955.

### Verletzungen und Karriereende
In den folgenden Jahren wurde Trammell von einer Verletzung nach der anderen heimgesucht und verschlechterte sich dadurch zunehmend, sowohl beim Schlagen, als auch auf dem Feld. 1991 kam er aufgrund von Knie- und Knöchelverletzungen nur auf 101 Spiele. In der darauf folgenden Saison 1992 gar nur noch auf 29 Einsätze, bevor er sich den rechten Knöchel brach und den Rest der Saison aussetzen musste. Nachdem er die Verletzung auskuriert hatte, gelang es ihm nicht mehr als regulärer Shortstop in den Kader zu stoßen. 1996 dann trat er vom aktiven Sport zurück.
In seiner 20-jährigen Karriere erreichte Trammell einen Schlagdurchschnitt von 28,5 %, inklusive 185 Homeruns, 1003 RBI, 1231 Runs, 2365 Hits, 412 Doubles, 55 Triples und 236 gestohlenen Bases in 2293 Spielen. Im Anschluss an die aktive Karriere agierte Trammell 1999 als Schlagtrainer bei Detroit und 2000 bis 2002 als First-Base-Coach bei den San Diego Padres, bevor er als Manager zurück nach Detroit kam.

## Managerkarriere
Alan Trammell übernahm den Managerposten bei den Tigers am 9. Oktober 2002, nachdem das Team zu den schlechtesten der Major League Baseball zählte. In seiner ersten Saison als Manager 2003 verloren die Tigers 119 Spiele in der American League und stellten damit einen Negativrekord auf. In der Saison 2004 konnte das Team sich, nicht zuletzt durch die gute Managerarbeit, auf ein Record von 72–90 verbessern. Dies war die größte Erfolgsverbesserung eines Teams in der American League seit 16 Jahren. Im Jahre 2005 blieb das Ergebnis mit einem Record von 71–91 fast unverändert. In seiner Zeit als Manager bei den Tigers brachte Trammell es dementsprechend auf einen Gesamtrecord von 186–300.
Nachdem die Tigers drei Jahre in Folge keinen positiven Record erreichen konnten, wurde Trammell am 3. Oktober 2005 entlassen und durch Jim Leyland ersetzt. Das Angebot der Tigers als Assistent zu bleiben lehnte Trammell ab.
Im Oktober 2006 unterschrieb er bei den Chicago Cubs, bei denen er ab der Saison 2007 als Bench Coach arbeitete. Von Beobachtern wurde dies als Schritt zurück in Richtung eines zukünftigen Managerpostens in der MLB gesehen. Nach dem Rücktritt von Manager Lou Pinella im August 2010 ernannten die Cubs nicht Trammell, sondern den bisherigen Bench Coach Mike Quade zum neuen Manager. Trammell verließ die Cubs zum Saisonende und wurde am 26. Oktober 2010 von den Arizona Diamondbacks als neuer Bench Coach unter Vertrag genommen.